# Flash Design Tower
Der Flash Design Tower, auch Toren van Braem genannt, ist ein Hochhaus in der belgischen Stadt Boom.

## Geschichte
Das im Jahr 1972 fertiggestellte Gebäude hat eine Höhe von 82 Metern, die sich auf 22 Etagen verteilen. Es ist somit das höchste Gebäude der Stadt und zählt auch zu den höchsten Gebäuden des Landes. Das Gebäude wird hauptsächlich als Wohn- und Hotelturm genutzt. In der 18. Etage des Gebäudes befindet sich das Restaurant Flash Lounge.
Der Flash Design Tower wurde von dem Architekten Renaat Braem entworfen und ist eines der beliebtesten Gebäude der Stadt. Mittlerweile steht das Gebäude unter Denkmalschutz. 2010 wurde eine grundlegende Renovierung an dem Gebäude vorgenommen. Die Anzahl Wohnungen pro Etage wurden von vier auf zwei gekürzt und aus den ehemaligen Sozialen Wohnungen wurden Luxus-Appartements. Ebenfalls wurden am Dach des Gebäudes Änderungen vorgenommen, die zwar von Architekten geplant, aber nie realisiert wurden.